# Schnauzer gegant
El Schnauzer gegant és una raça de gos gran i compacta. Longeu, amant de l'aigua i actiu, és una de les tres varietats de Schnauzer.

## Descripció
El pelatge dels schnauzers gegants és llis i dens. En general, el pelatge és de color negre o grisenc. El seu pes mitjà va dels 32 als 45,326 kg i mesura d'alt entre 59 i 68 cm.
La forma correcta de caminar dels schnauzers gegants és amb trot ràpid i ferm.

## Característiques
El Schnauzer gegant és un dels gossos de guàrdia i defensa poc coneguts pel públic en general, però molt apreciats pels aficionats, ja que són moltes les qualitats d'aquesta raça. És un gos impetuós però equilibrat, amb una energia extraordinària.
A més de ser un guardià vigilant té un caràcter bonàs que es manifesta en el desig de jugar i en la delicadesa amb què tracta als nens. La seva facilitat per a l'ensinistrament, valor i salut de ferro són qualitats que el converteixen en un dels millors Gossos de Guàrdia que existeixen.
Cal destacar la seva capacitat i voluntat de rastreig que l'han convertit en el gos ideal per a organismes de seguretat. A Europa s'utilitzen fonamentalment en catàstrofes, recerca de drogues i seguretat, a l'Argentina els veiem en la Gendarmeria Nacional, Aeronàutica i, recentment, al Servei Penitenciari Nacional.
Qui es decideixi per aquesta raça tindrà un gos de companyia sempre present i disposat a demostrar sempre la seva fidelitat, un company alegre i juganer i un guardià, sense por, dels éssers que estima i del seu territori.
La raça va passar a estar gairebé extinta durant la Segona Guerra Mundial a causa del fet que els soldats alemanys els utilitzaven per a la lluita. Tan lleials que morien juntament amb els seus amos en el combat, encara que la seva actuació va ser opacada per l'imponent Pastor alemany, que va ser declarat com el gos de guerra raça número 1 en l'actualitat.